# Phanuruj Suwachirat
Phanuruj Suwachirat (thailändisch ภาณุรุจ สุวชิรา; * 5. September 2001) ist ein thailändischer Eishockeyspieler, der seit 2019 für Hertz Bangkok in der Siam Hockey League spielt.

## Karriere
Phanuruj Suwachirat zunächst für Aware Bangkok in der Siam Hockey League. 2019 wechselte er zum Ligakonkurrenten Hertz Bangkok.

### International
Im Juniorenbereich nahm Suwachirat am IIHF U20 Challenge Cup of Asia 2019 teil, wo er mit thailändischen Junioren die zweitklassige Division I gewann.
Suwachirat spielte beim IIHF Challenge Cup of Asia 2018 erstmals für Thailand und belegte dort den zweiten Platz. Zudem nahm er an den Südostasienspielen 2019, als der Titel gewonnen wurde, teil.
Im Weltmeisterschaftssystem der IIHF nahm er erstmals an der Qualifikation zur Division III 2019 teil. Es folgten die Teilnahmen an den Weltmeisterschaftsturnieren der der Division III 2022, als er gemeinsam mit seinen Landsleuten Jan Isaksson und Masato Kitayama bester Torschütze des Turniers war, und 2024, als der Aufstieg in die Division II gelang, sowie der Division II 2025. Zudem spielte Suwachirat beim Qualifikationsturnier für die Olympischen Winterspiele in Peking 2022.

## Erfolge und Auszeichnungen
| - 2018 Silbermedaille beim IIHF Challenge Cup of Asia - 2019 Gewinn der Division I beim IIHF U20 Challenge Cup of Asia - 2019 Goldmedaille bei den Südostasienspielen | - 2022 Aufstieg in die Division III, Gruppe A, bei der Weltmeisterschaft der Division III, Gruppe B - 2022 Bester Torschütze der Weltmeisterschaft der Division III, Gruppe B (gemeinsam mit Jan Isaksson und Masato Kitayama) - 2024 Aufstieg in die Division II, Gruppe B, bei der Weltmeisterschaft der Division III, Gruppe A |